# Phlebotomus rousettus
Phlebotomus rousettus är en tvåvingeart som beskrevs av Davidson 1981. Phlebotomus rousettus ingår i släktet Phlebotomus och familjen fjärilsmyggor. Inga underarter finns listade i Catalogue of Life.